# سفارة مصر لدى إسرائيل
سفارة مصر لدى إسرائيل هي بعثة دبلوماسية من جمهورية مصر العربية إلى دولة إسرائيل. أنشئت وفقًا إلى اتفاقات كامب ديفيد بينهما عام 1979. تقع السفارة في شارع بازيل في مدينة تل أبيب بالإضافة إلى قنصلية في إيلات. يشغل خالد محمود عبد المنعم عزمي منصب السفير منذ عام 2018.